# Tamara de Lempicka
Tamara de Lempicka (Łempicka) (Varšava, 16. svibnja 1898. – Cuernavaca, Meksiko, 18. ožujka 1980.), bila je poljska slikarica koja je pripadala pokretu Art Deco, poznata i kao jedna od prvih likovnih umjetnica koja je, njegujući glamurozni imidž, postala svjetska zvijezda. 

## Životopis
Rođena je 16. svibnja 1898. prema jednim izvorima u Sankt Peterburgu kao Tamara Gorska, prema drugim izvorima u Varšavi kao Maria Górska.
Odrasla u obitelji poljskih plemića i udana za uglednika iz ruske carske vlade, pobjegla je u Pariz nakon Ruske revolucije i tamo 1920-ih izgradila reputaciju glamurozne umjetnice. Privatni život su joj obilježili boemština i seksualne veze s oba spola. Nakon preudaje preselila se u SAD neposredno pred izbijanje Drugog svjetskog rata, postavši omiljenom umjetnicom hollywoodskih zvijezda.

## Vanjske poveznice
- Službene stranice, pristupljeno 10. srpnja 2014.
- Tamara de Lempicka - životopis, pristupljeno 10. srpnja 2014.